# パット・ロウラー
パット・ロウラー（Pat Lawler、1929年12月29日 - ）はアメリカ合衆国のモデル。PLAYBOY誌1955年8月号のプレイメイトである。
彼女のセンターフォールド（中央見開きページ）はハル・アダムズ (Hal Adams) によって撮影された。アダムズは同年2月号のジェーン・マンスフィールドの撮影も担当しており、2人のモデルは同じスツールに座っている。